# Bilzen
Bilzen este un oraș din regiunea Flandra din Belgia. Comuna este formată din localitățile Bilzen, Beverst, Eigenbilzen, Grote-Spouwen, Hoelbeek, Hees, Kleine-Spouwen, Martenslinde, Mopertingen, Munsterbilzen, Rosmeer, Rijkhoven și Waltwilder. Suprafața totală este de 75,90 km². La 1 ianuarie 2008 comuna avea o populație totală de 30.384 locuitori. 